# Landtagswahlkreis Uckermark III/Oberhavel IV
Der Wahlkreis Uckermark III/Oberhavel IV (Wahlkreis 10) ist ein Landtagswahlkreis in Brandenburg. Er umfasst die Städte und Gemeinden Boitzenburger Land, Lychen und Templin aus dem Landkreis Uckermark und aus dem Landkreis Oberhavel die Städte Fürstenberg/Havel und Zehdenick sowie das Amt Gransee und Gemeinden. Wahlberechtigt waren bei der letzten Landtagswahl 43.251 Einwohner.

## Landtagswahl 2024
Bei der Landtagswahl 2024 wurde Andreas Galau im Wahlkreis direkt gewählt. Die weiteren Ergebnisse:
| Gegenstand der Nachweisung | Gegenstand der Nachweisung | Erst- stimmen | Erst- stimmen | Zweit- stimmen | Zweit- stimmen |
| Bewerber                   | Partei                     | Anzahl        | %             | Anzahl         | %              |
| -------------------------- | -------------------------- | ------------- | ------------- | -------------- | -------------- |
| Wahlberechtigte            |                            | 42.164        | -             | 42.164         | -              |
| Wählende                   |                            | 29.339        | 69,6 %        | 29.339         | 69,6 %         |
| Ungültige Stimmen          |                            | 440           | 1,5 %         | 277            | 0,9 %          |
| Gültige Stimmen            |                            | 28.899        | 98,5 %        | 29.062         | 99,1 %         |
| Annemarie Wolff            | SPD                        | 8.682         | 30,0 %        | 8.218          | 28,3 %         |
| Andreas Galau              | AfD                        | 10.355        | 35,8 %        | 9.392          | 32,3 %         |
| Olaf Peter                 | CDU                        | 4.620         | 16,0 %        | 3.393          | 11,7 %         |
| Patrick Telligmann         | GRÜNE                      | 768           | 2,7 %         | 918            | 3,2 %          |
| Jerome Zander              | Die Linke                  | 1.257         | 4,3 %         | 802            | 2,8 %          |
| Thomas Fielitz             | BVB/FW                     | 1.883         | 6,5 %         | 620            | 2,1 %          |
| Jan Maass                  | FDP                        | 249           | 0,9 %         | 160            | 0,6 %          |
| –                          | Tierschutzpartei           | 1.085         | 3,8 %         | 602            | 2,1 %          |
| –                          | Plus (Piraten, ÖDP, Volt)  | -             | -             | 179            | 0,6 %          |
| –                          | BSW                        | -             | -             | 4.591          | 15,8 %         |
| –                          | III. Weg                   | -             | -             | 37             | 0,1 %          |
| –                          | DKP                        | -             | -             | 10             | 0,0 %          |
| –                          | DLW                        | -             | -             | 93             | 0,3 %          |
| –                          | WU                         | -             | -             | 47             | 0,2 %          |

## Landtagswahl 2019
Bei der Landtagswahl 2019 wurde Sabine Barthel im Wahlkreis direkt gewählt.
Die weiteren Ergebnisse:
| Direktkandidat                     | Partei                | Erststimmen in % | Zweitstimmen in % |
| ---------------------------------- | --------------------- | ---------------- | ----------------- |
| Karsten Peter Schröder             | SPD                   | 20,6             | 26,1              |
| Anett Polle                        | CDU                   | 18,3             | 17,3              |
| Andreas Büttner                    | Die Linke             | 11,7             | 11,0              |
| Sabine Barthel                     | AfD                   | 24,0             | 25,3              |
| Carla Kniestedt                    | GRÜNE                 | 14,3             | 9.6               |
| Harald Engler                      | BVB/FW                | 6,3              | 4,2               |
| –                                  | PIRATEN               | –                | 0,6               |
| Stephan Freiherr von Hundelshausen | FDP                   | 1,9              | 2,5               |
| Dirk Lorenzen                      | ÖDP                   | 1,5              | 0,8               |
| –                                  | Tierschutzpartei      | –                | 2,5               |
| –                                  | V-Partei³             | –                | 0,2               |
| Uwe Kozian                         | Deutsche Konservative | 0,2              | –                 |
| EB Silvio Herbig                   | –                     | 1,3              | –                 |

## Landtagswahl 2014
Bei der Landtagswahl 2014 wurde Henryk Wichmann im Wahlkreis direkt gewählt.
Die weiteren Wahlkreisergebnisse:
| Direktkandidat  | Partei    | Erststimmen in % | Zweitstimmen in % |
| --------------- | --------- | ---------------- | ----------------- |
| Lothar Kliesch  | SPD       | 27,6             | 33,1              |
| Isabelle Vandré | Die Linke | 16,9             | 18,8              |
| Henryk Wichmann | CDU       | 38,0             | 26,8              |
| Jan Bartholdy   | GRÜNE     | 3,9              | 4,5               |
| Andreas Büttner | FDP       | 1,6              | 1,4               |
| Detlef Appel    | NPD       | 2,4              | 2,4               |
| Lutz Pape       | BVB/FW    | 1,9              | 1,3               |
|                 | REP       |                  | 0,1               |
|                 | DKP       |                  | 0,1               |
| Jan-Ulrich Weiß | AfD       | 7,7              | 10,2              |
|                 | PIRATEN   |                  | 1,3               |

## Landtagswahl 2009
Bei der Landtagswahl 2009 wurde Torsten Krause im Wahlkreis direkt gewählt.
Die weiteren Wahlkreisergebnisse:
| Direktkandidat  | Partei              | Erststimmen in % | Zweitstimmen in % |
| --------------- | ------------------- | ---------------- | ----------------- |
| Lothar Kliesch  | SPD                 | 29,6             | 32,3              |
| Torsten Krause  | Die Linke           | 31,1             | 29,2              |
| Henryk Wichmann | CDU                 | 27,5             | 22,0              |
| -               | DVU                 | -                | 01,0              |
| Regine Kik      | GRÜNE               | 04,3             | 03,9              |
| Johannes Pogoda | FDP                 | 05,3             | 06,1              |
| -               | 50 Plus             | -                | 00,4              |
| -               | DKP                 | -                | 00,2              |
| -               | REP                 | -                | 00,2              |
| -               | Die-Volksinitiative | -                | 00,2              |
| -               | NPD                 | -                | 02,8              |
| -               | RRP                 | -                | 00,4              |
| Olaf Discher    | Freie Wähler        | 02,3             | 01,2              |

## Landtagswahl 2004
Die Landtagswahl 2004 hatte folgendes Ergebnis:
| Direktkandidat      | Partei          | Erststimmen in % | Zweitstimmen in % |
| ------------------- | --------------- | ---------------- | ----------------- |
| Lothar Kliesch      | SPD             | 30,5             | 30,8              |
| Ingo Mader          | CDU             | 20,5             | 18,5              |
| Torsten Krause      | PDS             | 34,7             | 31,8              |
| –                   | DVU             | –                | 06,8              |
| Eckhard Gorontzi    | GRÜNE           | 02,9             | 02,6              |
| Eberhardt Feige     | FDP             | 04,7             | 02,9              |
| Karin Kaden         | AfW             | 04,4             | 00,9              |
| –                   | AUB-Brandenburg | –                | 00,2              |
| –                   | DKP             | –                | 00,1              |
| –                   | GRAUE           | –                | 00,5              |
| –                   | FAMILIE         | –                | 02,7              |
| –                   | 50 Plus         | –                | 01,0              |
| –                   | JA              | –                | 00,3              |
| Karl-Heinz Eberwein | Offensive D     | 02,3             | 00,5              |
| –                   | BRB             | –                | 00,4              |